# Ravne pri Žireh
Ravne pri Žireh so naselje v Občini Žiri.